# Albert van Schwarzburg-Rudolstadt
Albert (Rudolstadt, 30 april 1798 – aldaar, 26 november 1869) was vorst van Schwarzburg-Rudolstadt  van 1867 tot 1869. Hij was een zoon van vorst Lodewijk Frederik II en Caroline van Hessen-Homburg.
Albert volgde in 1867 zijn broer Frederik Günther op, nadat deze zonder wettige troonopvolger was overleden.
Op 26 juli 1827 huwde hij in Berlijn met prinses Augusta van Solms-Braunfels (Triesdorf 25 juli 1804 – Eichberg 8 oktober 1865). Het paar kreeg zes kinderen, van wie er twee in leven bleven:
- Elisabeth (Rudolstadt 1 oktober 1833 – Detmold 27 november 1896), huwde op 17 april 1852 te Rudolstadt met vorst Leopold III van Lippe-Detmold (Detmold 1 september 1821 – aldaar 8 december 1875)
- George Albert (Rudolstadt 23 november 1838 – aldaar 19 januari 1890), vorst van Schwarzburg-Rudolstadt 1869-1890